# 沙田學院

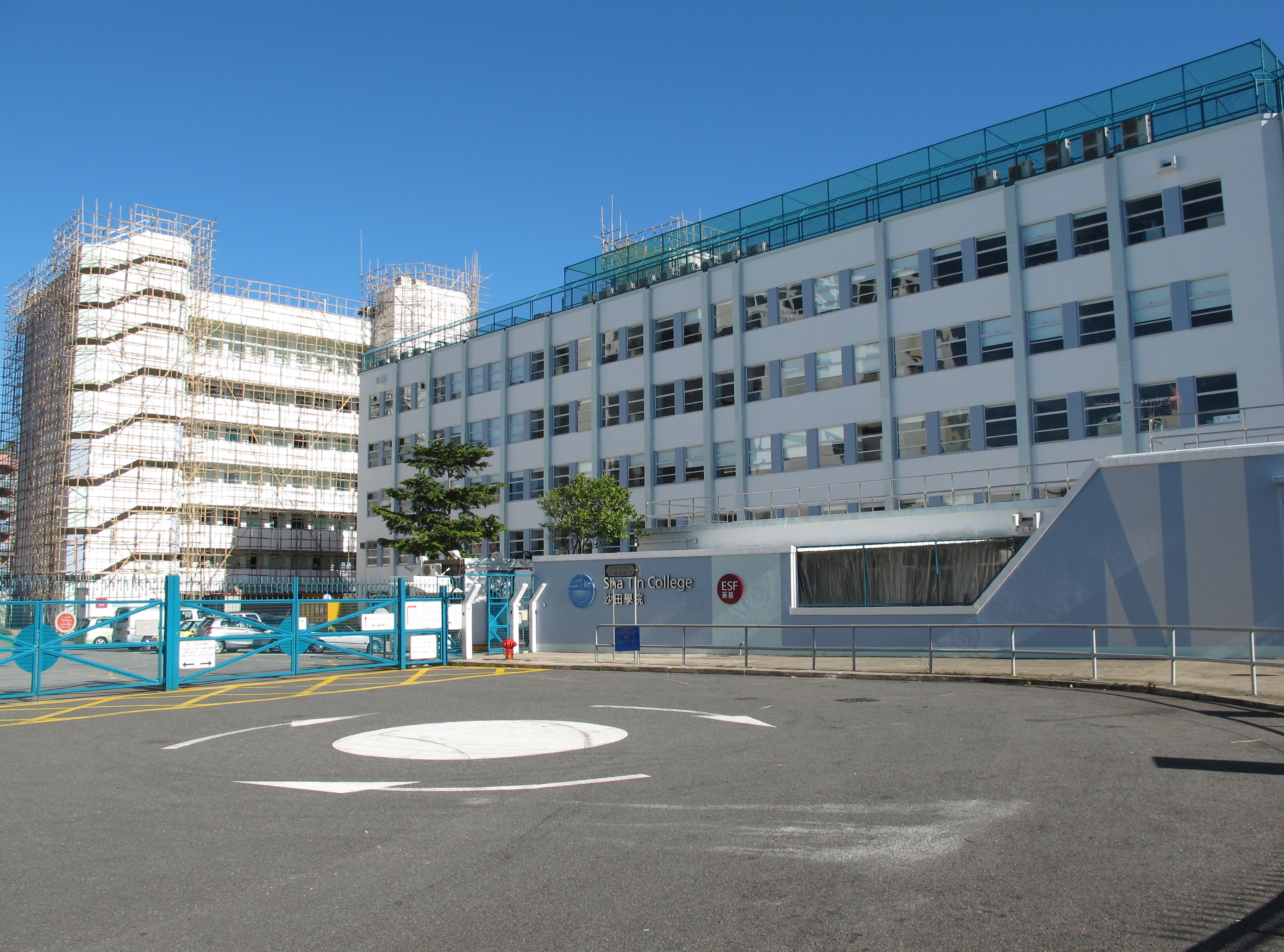
沙田學院正門（2010年）

沙田學院（英語：Sha Tin College，缩写：STC）是一所香港中學國際學校，並是香港英基學校協會成员之一。
於1982年作为位於九龍塘的英皇佐治五世學校的沙田属校成立，在1985年搬迁到火炭麗禾里3號，並采用现名。

## 学生
在2010年，沙田學院有1,193名学生：其中14.1%的学生是本地生，而其餘85.9%是非本地生。

## 社制
| 符号 | 英文名称 | 代表色 |
| ---- | -------- | ------ |
| D    | Dragon   | 黄色   |
| G    | Griffin  | 绿色   |
| P    | Pegasus  | 蓝色   |
| X    | Phoenix  | 红色   |

学生领袖任职务包括：
- 各社社長各兩名
- 各社副社長各兩名
- 創意部主管兩名
- 執行部主管兩名
- 服务部主管兩名
- 环境部主管兩名
- 後援部主管兩名
- 紀律部主管兩名
- 联络部主管兩名

## 校服
所有7至11年級的学生必須购买並穿著指定樣式的校服。IB課程学生（12年級和13年級）允许穿著非正式服装。

## 交通
学校提供校车服务，学校家长教師會雇用六輛城巴作為校车服务承辦商，服務小瀝源、馬鞍山、大圍、九龍、大尾督、大埔墟、科學園、大角咀、屯門、深井、青衣、荃灣，以至珀麗灣等。

## 流行文化
一些香港影視作品曾在本學校取景，如1991年上映的電影《逃學威龍》、 1995年上映的電影《百變星君》、2021年無綫電視劇集《青春本我》等。

## 著名/傑出校友
- 王大文：美國華裔創作歌手
- 何雁詩：香港女歌手、演員及高爾夫球運動員
- 江旻憓：香港女子劍擊（重劍）運動員， 2024年巴黎奧運女子個人重劍金牌得主[8]香港賽馬會職員香港青年服務領袖獎宣傳大使、香港菁英會執委
- 許懷欣：香港男歌手[註 1]
- 林高比: 大埔足球會青年球員
- 黃愷傑：香港男演員
- 魏敬國：情緒教育非牟利機構「JUST FEEL 感講」共同創辦人
- 麥大力：香港飛機師，男演員、主持及廣告模特兒